# Martinsyde G.100
Martinsyde G.100 "Elephant" và G.102 là một loại máy bay tiêm kích-bom của Anh trong Chiến tranh thế giới I. Do Martinsyde chế tạo.

## Biến thể
- Martinsyde G.100
- Martinsyde G.102

## Quốc gia sử dụng
Úc
- Quân đoàn Không quân Australia

 Anh Quốc
- Quân đoàn Không quân Hoàng gia[1][2]

## Tính năng kỹ chiến thuật (G.100)
Dữ liệu lấy từ The British Fighter since 1912
Đặc điểm tổng quát
- Kíp lái: 1
- Chiều dài: 26 ft 6 in (8,07 m)
- Sải cánh: 38 ft 0 in (11,59 m)
- Chiều cao: 9 ft 8 in (2,95 m)
- Diện tích cánh: 410 ft² (38,1 m²)
- Trọng lượng rỗng: 1.795 lb (816 kg)
- Trọng lượng có tải: 2.424 lb (1.102 kg)
- Động cơ: 1 × Beardmore, 120 hp (90 kW)

 Hiệu suất bay 
- Vận tốc cực đại: 83 knot (96 mph, 155 km/h)
- Trần bay: 14.000 ft (4270 m)

Trang bị vũ khí

- 2 × Súng máy Lewis 0.303 in
- 260 lb (120 kg) bom